# Азраил
Азраи́л, Азраэ́ль (ивр. עזראל‎, араб. عزرائيل‎, букв «Божий Помощник») — ошибочное именование ангела смерти в еврейской и исламской традиции. Это имя не упоминается в Коране, а вместо этого упоминается как «ангел смерти» (маляк аль-маут). В исламе не существует ангела по имени Азраил, пришедшие недостоверные предания, цитирующие его имя «Азраил» в ряде исламских источников толкователей. Имя происходит от иврита и означает «кому помогает Бог».

## Этимология
Образовано от ивр. עָזַר‎, 'azár — помогать и ивр. אֵל‎, el — бог.

## В иудаизме
В иудаизме, ангел смерти (мал’ах ха-мавет) отождествляется со страшными великанами и демонами. В Талмуде он идентичен Сатане и злому помыслу (иецер ха-ра). Чаще всего ангел смерти является в образе беглеца, бродяги или нищего. В фольклоре безымянный ангел смерти часто изображается со множеством глаз, усердным жнецом или стариком с мечом, с которого стекает яд.

## В исламе
В Коране и сунне имя Азраил не упоминается и вместо этого употребляется Маля́к аль-ма́ут (араб. مَلَاكُ الْمَوُتْ‎ — ангел смерти).
Ангел смерти — один из самых близких к Аллаху ангелов. По приказу Аллаха, он забирает души умерших. Ангел смерти руководит множеством ангелов, помогающих ему выполнять его функцию. Души умерших праведников-мусульман забирают ангелы под названием «Нашитат», а души неверных — «Назиат».
Перед Судным Днём, после второго дуновения в рог ангелом Исрафилом, умрут все обитатели небес и земли, за исключением некоторых творений. Спустя некоторое время эти оставшиеся тоже умрут, а последним умрёт ангел смерти.

## Другие религии
Возможно, Азраил соответствует ангелу Эсраилу из апокрифических текстов «Апокалипсиса Петра» и «Откровения Павла», а также езидскому архангелу Эзраилу. В «Апокалипсисе» Петра Эсраил именуется «Ангелом Гнева», мучающим грешников после Страшного суда.
В чувашской религии Эсрель является ангелом смерти.
Азраил (как Азраа-иил) — имя ангела смерти в Гуру Грантх Сахиб, священной книге и последнему гуру сикхизма.

## В культуре и искусстве
Азраил часто является поэтическим олицетворением смерти. В этом качестве он появляется в стихотворении М. И. Цветаевой «Азраил», а также у Байрона, Лермонтова, Эдгара По («Israfel») и ряда других авторов.
Меч и благородный Фантазм Хассана Ибн Саббаха из Fate/Grand Order, названы в честь Азраила из Ислама.
Главная героиня фильма ужасов «Тихое место: Азраэль» (2024) носит имя Азраэль.
Имя антагониста видеоигры Undertale (2015), Азриэля, созвучно с именем Азраэль. По сюжету Азриэль выступает ликом смерти, собирая все души монстров из подземелья.
В медиафраншизе Смурфы фигурируют злой волшебник Гаргамель и его кот по кличке Азраэль.